# Tyrrell 008

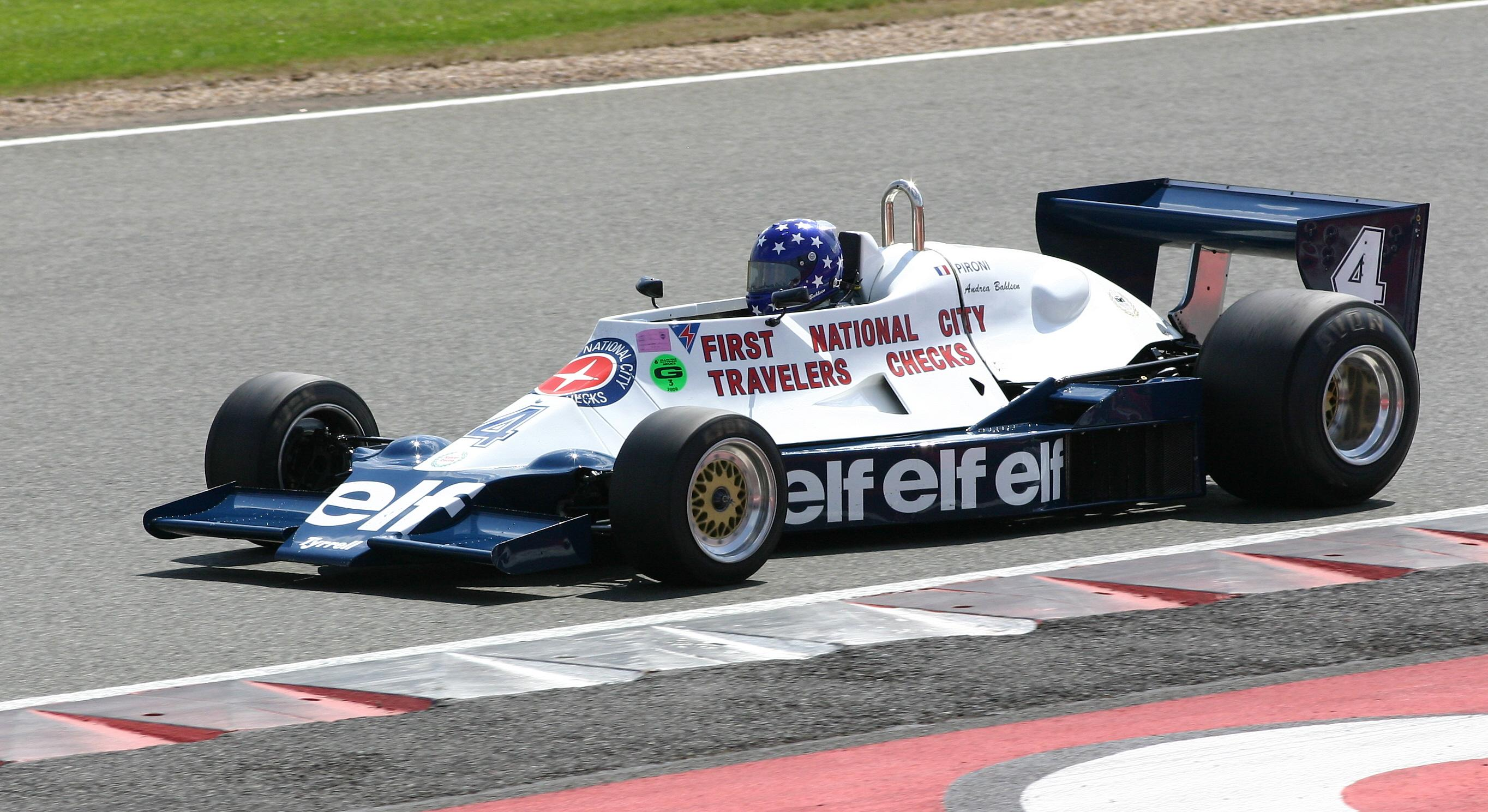
Ein Tyrrell 008 bei der Silverstone Classic 2008

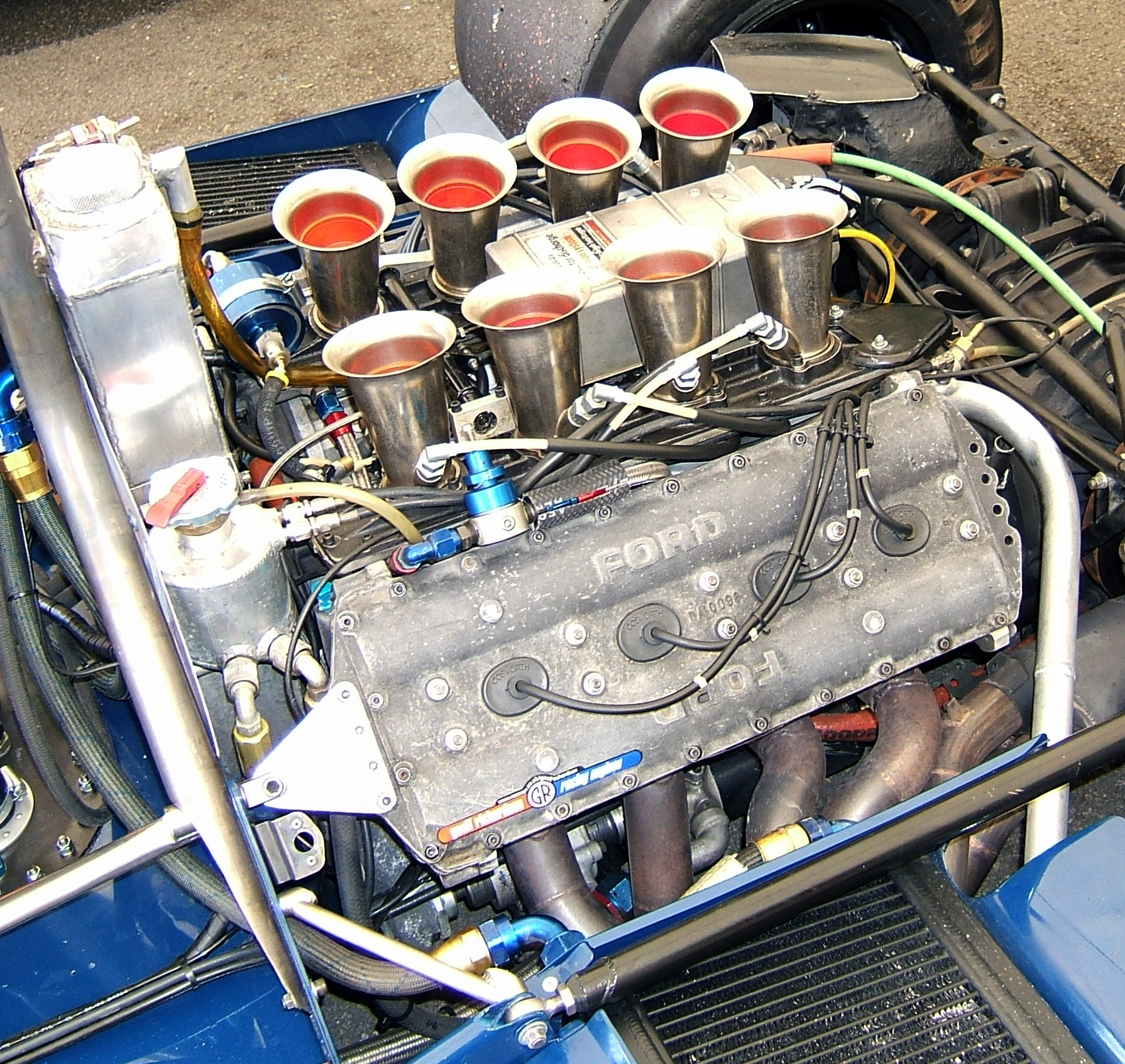
Der Cosworth-V8-Motor im Tyrrell 008

Der Tyrrell 008 war ein Formel-1-Rennwagen, den Tyrrell 1978 in der Formel-1-Weltmeisterschaft einsetzte.

## Technik
Nach dem innovativen sechsrädrigem P34, kehrte Tyrrell mit dem 008 wieder zur konventionellen vierrädrigen Chassisbauweise zurück. Maurice Philippe, dessen erste Arbeit für den Rennstall von Ken Tyrrell der 008 war, konstruierte ein Fahrzeug mit flachem Monocoque, doppelten Dreiecksquerlenkern und innenliegenden Federbeinen bei der vorderen Aufhängung sowie obere und untere Querlenker mit Schubstreben und außenliegenden Federn hinten. Als Triebwerk diente der bewährte DFV-V8-Motor von Ford-Cosworth.

## Rennhistorie
Sein Renndebüt gab der 008 beim Großen Preis von Argentinien. 1978 kam der junge Franzose Didier Pironi ins Team, der den zu Lotus zurückgekehrten Ronnie Peterson ersetzte. Pironis Teamkollege war Patrick Depailler, der seit 1974 bei Tyrrell fuhr. Nach schlechten Startpositionen beider Fahrzeuge beendete Depailler das Rennen als Dritter und sorgte damit für die erste Podestplatzierung des neuen Monoposto. Beim Rennen in Südafrika sorgte wieder Depailler für eine starke Leistung. Nach einem harten Duell in den letzten Runden des Rennens mit Peterson, der einen Lotus 78 fuhr, musste er sich dem Schweden nur 0,466 Sekunden geschlagen geben und wurde Zweiter.
Nach einem weiteren dritten Rang von Depailler beim Großen Preis der USA-West folgte der Sieg beim Großen Preis von Monaco. Es war der erste und einzige Sieg für den 008 und der erste Erfolg bei einem Weltmeisterschaftslauf für Patrick Depailler. Pironi beendete das Rennen als Fünfter. Nach diesem Erfolg blieben bei den nächsten Rennen die guten Platzierungen aus. Immer öfter schlichen sich technische Defekte ein und meistens kamen beide Fahrzeuge nicht ins Ziel. Erst beim Großen Preis von Österreich, der von Regen und vielen Unfällen geprägt war, kam Depailler als Zweiter wieder aufs Podium, wie in Südafrika nur von Ronnie Peterson geschlagen. Bis zum Ablauf der Saison gab es nur mehr einen fünften Platz von Depailler beim Großen Preis von Kanada. Im Konstrukteurspokal erreichte Tyrrell mit dem 008 den vierten Gesamtrang.
1979 wurden zwei 008 an Milchester Racing abgeben. Desiré Wilson und Gordon Smiley fuhren damit beim Race of Champions in Brands Hatch. Wilson wurde Neunte und Smiley Zehnter.